# 大阪府立図書館

大阪府立図書館（おおさかふりつとしょかん）は、大阪府立の公共図書館。

## 図書館一覧
- 大阪府立中央図書館（東大阪市荒本北）
- 大阪府立中之島図書館（大阪市北区中之島）

廃止
- 大阪府立夕陽丘図書館（大阪市天王寺区伶人町2-7）[1]